# Liste der Nummer-eins-Country-Alben in den USA (1998)
Dies ist eine Liste der Nummer-eins-Alben in den von Billboard ermittelten Verkaufscharts für Country-Alben in den USA im Jahr 1998. In diesem Jahr gab es neun Nummer-eins-Alben.

| ← 1997 ← | Liste der Nummer-eins-Country-Alben in den USA | Liste der Nummer-eins-Country-Alben in den USA | Liste der Nummer-eins-Country-Alben in den USA | 1999 →                    |
| \| Zeitraum \| Wo. ges. \| Interpret \| Titel \| Zusätzliche Informationen \| \| (Zeitraum, Wochen auf Platz eins, Interpret, Titel, zusätzliche Informationen) \| \| \| \| \| \| ------------------------------------------------------------------------------ \| -------- \| --------------- \| --------------------------------------------- \| ------------------------- \| \| 27. Dezember 1997 – 6. Februar 1998 6 Wochen (insgesamt 8) \| 8 \| Garth Brooks \| Sevens[1] \| — \| \| 7. Februar 1998 – 13. Februar 1998 1 Woche (insgesamt 9) \| 9 \| LeAnn Rimes \| You Light Up My Life: Inspirational Songs[2] \| — \| \| 14. Februar 1998 – 27. Februar 1998 2 Wochen (insgesamt 5) \| 5 \| Shania Twain \| Come On Over[3] \| — \| \| 28. Februar 1998 – 13. März 1998 2 Wochen (insgesamt 10) \| 10 \| Garth Brooks \| Sevens \| — \| \| 14. März 1998 – 20. März 1998 1 Woche (insgesamt 6) \| 6 \| Shania Twain \| Come On Over \| — \| \| 21. März 1998 – 10. April 1998 3 Wochen (insgesamt 13) \| 13 \| Garth Brooks \| Sevens \| — \| \| 11. April 1998 – 8. Mai 1998 4 Wochen (insgesamt 10) \| 10 \| Shania Twain \| Come On Over \| — \| \| 9. Mai 1998 – 22. Mai 1998 2 Wochen (insgesamt 2) \| 2 \| George Strait \| One Step at a Time[4] \| — \| \| 23. Mai 1998 – 19. Juni 1998 4 Wochen (insgesamt 4) \| 4 \| Garth Brooks \| The Limited Series[5] \| — \| \| 20. Juni 1998 – 21. August 1998 9 Wochen (insgesamt 9) \| 9 \| Various Artists \| Hope Floats: Music from the Motion Picture[6] \| — \| \| 22. August 1998 – 28. August 1998 1 Woche (insgesamt 11) \| 11 \| Shania Twain \| Come On Over \| — \| \| 29. August 1998 – 4. September 1998 1 Woche (insgesamt 1) \| 1 \| Vince Gill \| The Key[7] \| — \| \| 5. September 1998 – 18. September 1998 2 Wochen (insgesamt 13) \| 13 \| Shania Twain \| Come On Over \| — \| \| 19. September 1998 – 2. Oktober 1998 2 Wochen (insgesamt 2) \| 2 \| Alan Jackson \| High Mileage[8] \| — \| \| 3. Oktober 1998 – 4. Dezember 1998 9 Wochen (insgesamt 22) \| 22 \| Shania Twain \| Come On Over \| — \| \| 5. Dezember 1998 – 25. Dezember 1998 3 Wochen (insgesamt 3) \| 3 \| Garth Brooks \| Double Live[9] \| — \| |                                                |                                                |                                                |                           |
| ← 1997 |                                                |                                                |                                                | → 1999 →                  |
| Zeitraum | Wo. ges.                                       | Interpret                                      | Titel                                          | Zusätzliche Informationen |
| (Zeitraum, Wochen auf Platz eins, Interpret, Titel, zusätzliche Informationen) |                                                |                                                |                                                |                           |
| 27. Dezember 1997 – 6. Februar 1998 6 Wochen (insgesamt 8) | 8                                              | Garth Brooks                                   | Sevens                                         | —                         |
| 7. Februar 1998 – 13. Februar 1998 1 Woche (insgesamt 9) | 9                                              | LeAnn Rimes                                    | You Light Up My Life: Inspirational Songs      | —                         |
| 14. Februar 1998 – 27. Februar 1998 2 Wochen (insgesamt 5) | 5                                              | Shania Twain                                   | Come On Over                                   | —                         |
| 28. Februar 1998 – 13. März 1998 2 Wochen (insgesamt 10) | 10                                             | Garth Brooks                                   | Sevens                                         | —                         |
| 14. März 1998 – 20. März 1998 1 Woche (insgesamt 6) | 6                                              | Shania Twain                                   | Come On Over                                   | —                         |
| 21. März 1998 – 10. April 1998 3 Wochen (insgesamt 13) | 13                                             | Garth Brooks                                   | Sevens                                         | —                         |
| 11. April 1998 – 8. Mai 1998 4 Wochen (insgesamt 10) | 10                                             | Shania Twain                                   | Come On Over                                   | —                         |
| 9. Mai 1998 – 22. Mai 1998 2 Wochen (insgesamt 2) | 2                                              | George Strait                                  | One Step at a Time                             | —                         |
| 23. Mai 1998 – 19. Juni 1998 4 Wochen (insgesamt 4) | 4                                              | Garth Brooks                                   | The Limited Series                             | —                         |
| 20. Juni 1998 – 21. August 1998 9 Wochen (insgesamt 9) | 9                                              | Various Artists                                | Hope Floats: Music from the Motion Picture     | —                         |
| 22. August 1998 – 28. August 1998 1 Woche (insgesamt 11) | 11                                             | Shania Twain                                   | Come On Over                                   | —                         |
| 29. August 1998 – 4. September 1998 1 Woche (insgesamt 1) | 1                                              | Vince Gill                                     | The Key                                        | —                         |
| 5. September 1998 – 18. September 1998 2 Wochen (insgesamt 13) | 13                                             | Shania Twain                                   | Come On Over                                   | —                         |
| 19. September 1998 – 2. Oktober 1998 2 Wochen (insgesamt 2) | 2                                              | Alan Jackson                                   | High Mileage                                   | —                         |
| 3. Oktober 1998 – 4. Dezember 1998 9 Wochen (insgesamt 22) | 22                                             | Shania Twain                                   | Come On Over                                   | —                         |
| 5. Dezember 1998 – 25. Dezember 1998 3 Wochen (insgesamt 3) | 3                                              | Garth Brooks                                   | Double Live                                    | —                         |